# Portugal en los Juegos Olímpicos de Los Ángeles 1932
Portugal estuvo representado en los Juegos Olímpicos de Los Ángeles 1932 por un total de 6 deportistas que compitieron en 3 deportes.  
El equipo olímpico portugués no obtuvo ninguna medalla en estos Juegos.